# Stenus ruralis
Stenus ruralis – gatunek chrząszcza z rodziny kusakowatych i podrodziny myśliczków (Steninae).
Gatunek ten został opisany w 1840 roku przez Wilhelma Ferdinanda Erichsona.
Chrząszcz o matowym ciele długości od 3 do 3,8 mm. Jego głowę cechują czarne głaszczki szczękowe oraz czułki o trzecim członie o ⅓ dłuższym niż czwarty. Przedplecze jest u niego najszersze pośrodku długości. Gęste, przylegające owłosienie srebrzystej barwy porasta pokrywy, tworząc falisty deseń. Początkowe tergity odwłoka mają po cztery krótkie, podłużne listewki po bokach części nasadowych. Krótkie tylne stopy są niewiele dłuższe niż połowa goleni.
Owad palearktyczny, borealno-górski, rozprzestrzeniony od północnej i środkowej części Europy przez Azerbejdżan, Syberię, Mongolię i Chiny po Półwysep Koreański. W Polsce bardzo rzadki. Zasiedla piaszczyste, słabo porośnięte pobrzeża wód słodkich.